# Denny Ihle
Denny Ihle (* 16. Dezember 1984 in Karl-Marx-Stadt, DDR) ist ein ehemaliger deutscher Eisschnellläufer.
Denny Ihle startete für die Chemnitzer Skatergemeinschaft. Er wurde zuerst von Henry Taube, dann bis Juni 2004 von Heiko Walther und seitdem von Klaus Ebert trainiert. Er ist der Bruder des ein Jahr jüngeren Nico Ihle, der ebenfalls als Eisschnellläufer aktiv ist.
Im Weltcup debütierte Ihle zum Saisonbeginn 2006/07 im niederländischen Heerenveen. Bislang lief er erst einmal in der A-Gruppe, konnte aber schon Achtungserfolge in der B-Gruppe feiern. Er gewann die Deutsche Meisterschaft über 100 Meter 2007 und 2008, 2009 wurde er Zweiter. Über 500 Meter gewann er 2013 den Titel, 2007, 2011 und 2012 wurde er Dritter. Außerdem belegte der den zweiten Platz im Sprint-Vierkampf 2012 und 2013. Hinzu kommt ein Titel bei Deutschen Juniorenmeisterschaften und weitere acht Podestplätze.
Am 19. Januar 2013 übertraf er über 500 Meter mit 34,90 s den deutschen Rekord seines Bruders beim Weltcuprennen in Calgary und blieb damit als erster Deutscher über diese Strecke unter 35 Sekunden.
Ihle war Sportsoldat der Bundeswehr-Sportfördergruppe im sächsischen Frankenberg.
Nach seiner aktiven Karriere wurde er Trainer beim Eisschnelllauf-Club Chemnitz.